# Бретонсель
Бретонсель (фр. Bretoncelles) — коммуна на северо-западе Франции, находится в регионе Нормандия, департамент Орн, округ Мортань-о-Перш, центр одноименного кантона. Коммуна расположена в 69 км к востоку от Алансона и в 55 к западу от Шартра, в 29 км от автомагистрали N12, на территории природного парка Перш. В центре коммуны находится железнодорожная станция Бретонсель линии Париж-Брест.
Население (2018) — 1 483 человека. 

## Достопримечательности
- Церковь Святого Петра
- Мотт средневекового замка

## Экономика
Уровень безработицы (2018) — 12,2 % (Франция в целом —  13,4 %, департамент Орн — 10,4 %). 

Среднегодовой доход на 1 человека, евро (2018) — 20 290 (Франция в целом — 21 730, департамент Орн — 20 140).

## Демография
Динамика численности населения, чел.

## Администрация
Пост мэра Бретонселя с 2020 года занимает Даниэль Шеве (Daniel Chevee ). На муниципальных выборах 2020 года возглавляемый им список был единственным.
| Период | Период | Фамилия       | Партия | Примечания       |
| ------ | ------ | ------------- | ------ | ---------------- |
| 1989   | 2014   | Патрик Пенлош |        | врач             |
| 2014   | 2020   | Давид Ламбер  |        | мастер-шоколатье |
| 2020   |        | Даниэль Шеве  |        |                  |